# Christina Hess
Christina Hess est une illustratrice et peintre américaine reconnue, entre autres, pour ses contributions aux programmes numismatiques des États-Unis. Elle fait partie du programme Artistic Infusion (AIP) de la Monnaie des États-Unis, où elle a conçu plusieurs pièces de monnaie commémoratives et de circulation, dont le dollar en argent du centenaire du suffrage féminin de 2020 et le quart de dollar honorant le Dr Vera Rubin dans le cadre de la série des quarts de dollar American Women. Elle est également cheffe de département d'illustration dans l'enseignement supérieur.

## Biographie et Formation
Christina Hess a obtenu son Bachelor of Fine Arts en illustration de l'université des Arts. Elle travaille en tant qu'illustratrice et peintre depuis plus de 20 ans, se spécialisant dans la narration visuelle (en) pour des publications et des commandes privées. Son portfolio inclut des designs numismatiques et des livres de cuisine illustrés, réalisés avec divers médiums comme le graphite, l'aquarelle, l'huile et le numérique,.
Hess a reçu des nominations et des récompenses, notamment un prix d'argent pour son travail d'autopromotion lors du concours de la Society of Illustrators (en). Son travail a été présenté dans des expositions, dont The Point of Vision à la société des illustrateurs à New York, célébrant les femmes artistes dans le genre science-fiction/fantasy. Elle a également été reconnue dans des publications telles que Spectrum Fantastic Art, Imagine FX (en), Expose et 3x3 Magazine,.

## Monnaie des États-Unis
Christina Hess a rejoint le programme Artistic Infusion (AIP) de la Monnaie des États-Unis après avoir soumis un portfolio et une démonstration de design en 2018, deux ans avant son premier projet achevé en 2020. L'AIP est un programme qui contracte des artistes pour créer des designs pour les pièces de monnaie et les médailles. Hess est l'une des 27 artistes sélectionnées parmi plus de 350 candidatures. Les designs sont ensuite examinés et édités par un panel de gestionnaires de design, d'ingénieurs, de graveurs et de sculpteurs, avec la décision finale revenant au secrétaire au Trésor après l'approbation de comités tels que la Commission des Beaux-Arts et le comité consultatif des citoyens sur les pièces de monnaie.

## Pièces Notables
Christina Hess a conçu les revers de plusieurs pièces de monnaie américaines, ainsi que les deux faces d'une pièce commémorative.

### Dollar en argent du Centenaire du Suffrage Féminin
C'est son premier projet achevé avec la Monnaie des États-Unis, et elle a eu le privilège, rare pour un artiste, de concevoir à la fois l'avers et le revers de cette pièce,. La pièce commémore le 100e anniversaire de la ratification du 19e amendement, qui a accordé le droit de vote aux femmes,.
L'avers représente les profils superposés de trois femmes distinctes, chacune portant un chapeau différent, symbolisant les nombreuses décennies que le mouvement du suffrage a couvertes. La figure au premier plan porte un chapeau cloche avec un motif Art déco et un bouton affichant l'année de la ratification. Hess a recherché les modes des années 1880 et 1900 et a utilisé des photos du domaine public comme modèles, y compris une photo d'identité judiciaire pour la femme en haut à droite. Elle souhaitait montrer la diversité des femmes impliquées, représentant différentes époques, âges et ethnies. Les inscriptions sur l'avers sont « LIBERTY », « $1 » et « E PLURIBUS UNUM »,,.
Le revers montre l'année, 2020, tombant dans une urne électorale, stylisée avec des éléments Art déco pour refléter le style artistique de l'époque. L'inscription « VOTES FOR WOMEN » est visible sur le devant de l'urne. Les inscriptions UNITED STATES OF AMERICA » et « IN GOD WE TRUST » sont également présentes. L'urne et la date symbolisent l'aboutissement du mouvement du suffrage,,.
Cette pièce est considérée comme un objet de collection, mais elle a également été approuvée comme monnaie légale par l'ancien président Donald Trump.

### Quart de dollar Vera Rubin
Hess a conçu le revers de ce quart de dollar, qui honore l'astronome Vera Rubin.
Le design représente le profil souriant du Dr Vera Rubin regardant vers le haut, contemplant le cosmos. Elle est encadrée par une galaxie spirale et d'autres corps célestes. Les inscriptions incluent « DR. VERA RUBIN » , « QUARTER DOLLAR », « E PLURIBUS UNUM », « UNITED STATES OF AMERICA », et « DARK MATTER » (matière noire) figurant en bas.
Hess a expliqué que le positionnement décentré du portrait visait à diriger le regard vers le haut, symbolisant l'exploration au-delà des limites de la pièce et évoquant un sens d'infini et de mouvement continu. Cette pièce est la troisième des cinq designs de quarts de dollar de 2025 et le dix-huitième de la série, qui se termine en 2025.

### Dollar American Innovation Kentucky
Hess a créé le design du revers de cette pièce, qui rend hommage au Kentucky en tant que foyer de la musique bluegrass. Le design représente un banjo, un instrument important du bluegrass, incliné, suggérant le rythme et le mouvement de la musique,.

### Dollar American Innovation New Hampshire
Hess a également conçu le design du revers de cette pièce. Ce dollar reconnaît l'invention de la première console de jeu vidéo domestique par Ralph Baer. Le design montre le jeu « Handball » sur la droite et les inscriptions « NEW HAMPSHIRE » et « PLAYER 1 » sur un fond en creux. D'autres inscriptions comme « IN-HOME VIDEO GAME SYSTEM » et « RALPH BAER » encerclent la pièce. Le design est également symbolique d'un jeton d'arcade,.

### Dollar Mary Kawena Pukui
Hess a conçu le revers de cette pièce. Le design représente Mary Kawena Pukui, érudite, auteure, compositrice, experte en hula et éducatrice hawaïenne, portant une fleur d'hibiscus, un lei de noix de kukui et un mu'umu'u orné d'un imprimé aloha. Des représentations stylisées de l'eau apparaissent en arrière-plan.
Les inscriptions incluent son nom, « UNITED STATES OF AMERICA » et « $1 ». L'inscription « Nānā I Ke Kumu », qui se traduit littéralement par « regarde à la source », est également présente et fait référence à une série de livres que Pukui a aidé à produire, symbolisant son expertise et son héritage de connaissance hawaïenne.

## Projets Personnels et Rôles Éducatifs
En dehors de son travail avec l'U.S. Mint, Christina Hess est également connue pour sa série personnelle en cours, « Animals From History », qui réinvente des figures historiques emblématiques en personnages animaux fantaisistes. Ce projet compte plus de 25 illustrations et a attiré l'attention des médias, notamment ABC News, Juxtapoz Magazine, Mental Floss (en) et My Modern Met,.
Elle joue un rôle actif dans l'éducation artistique. Elle est la cheffe du département d'illustration au Ringling College of Art and Design (en). Avant cela, elle a occupé le poste de cheffe du département d'illustration au Pennsylvania College of Art and Design (en)(PCA&D) à Lancaster, en Pennsylvanie,.